# Tom Rosenthal (Herausgeber)
Tom Rosenthal (geboren 16. Juli 1935 in London; gestorben 3. Januar 2014 in London) war ein britischer Herausgeber und Kunstkritiker.

## Leben
Thomas Gabriel Rosenthal war ein Sohn des Orientalisten Erwin Rosenthal und der Elisabeth Charlotte Marx, die nach der Machtübergabe an die Nationalsozialisten 1933 aus dem Deutschen Reich nach England geflohen waren. Seine Schwester Miriam Hodgson (1938–2005) wurde eine Lektorin von Kinderbüchern. 
Rosenthal besuchte die Perse School in Cambridge und studierte Geschichte und Englisch am Pembroke College der Cambridge University und wurde dort promoviert. Er wurde Mitarbeiter beim Kunstverlag Thames & Hudson und rückte zum Managing Director auf. Von 1971 bis 1984 war er Vorstand im Literaturverlag Martin Secker & Warburg und von 1981 bis 1984 im Vorstand des Verlags Heinemann. Rosenthal war anschließend bis zu seinem Ruhestand 1996 in leitender Funktion im Verlag André Deutsch tätig.
Rosenthal schrieb neben seiner Verlagstätigkeit als Kunstkritiker für The Listener, New Statesman, Independent und Spectator. Über den australischen Künstler Sidney Nolan veröffentlichte er eine Monografie. Er engagierte sich im Institute of Contemporary Arts in London. 
Im Jahr 2005 erschien eine Festschrift für Rosenthal, an der sich unter anderem die Literaten William Boyd, Günter Grass, David Lodge, Nicholas Mosley, Salman Rushdie und Gore Vidal beteiligten.   

## Schriften
- Sidney Nolan. London: Thames & Hudson, 2002
- On art and artists : selected essays. Vorwort William Boyd. London : Unicorn Press, 2013